# Adam Łukomski
Adam Jakub Łukomski (ur. 2 czerwca 1943 w Ubyszowie, zm. 21 września 2011 w Końskich) – polski prawnik, poseł na Sejm I kadencji.

## Życiorys
Syn Kazimierza i Marianny. Ukończył w 1967 studia na Wydziale Prawa i Administracji Uniwersytetu Jagiellońskiego. W 1974 uzyskał uprawnienia adwokata, podejmując pracę w tym zawodzie. Praktykował w ramach własnej kancelarii adwokackiej w Końskich. W okresie PRL pomagał działaczom „Solidarności”, bronił w procesach politycznych.
W latach 1991–1993 sprawował mandat posła I kadencji, wybranego z listy Wyborczej Akcji Katolickiej w okręgu kieleckim. Pracował w Komisji Odpowiedzialności Konstytucyjnej. Należał do Zjednoczenia Chrześcijańsko-Narodowego. Nie ubiegał się o reelekcję, wycofując się z działalności politycznej.
Był odznaczony Złotym Krzyżem Zasługi (2008), wyróżniony odznaką „Adwokatura Zasłużonym”.